# Кемерн
Кемерн (њем. Kemmern) општина је у њемачкој савезној држави Баварска. Једно је од 36 општинских средишта округа Бамберг. Према процјени из 2010. у општини је живјело 2.578 становника. Посједује регионалну шифру (AGS) 9471150.

## Географски и демографски подаци
Кемерн се налази у савезној држави Баварска у округу Бамберг. Општина се налази на надморској висини од 237 метара. Површина општине износи 8,3 km². У самом мјесту је, према процјени из 2010. године, живјело 2.578 становника. Просјечна густина становништва износи 312 становника/km².